# بسکتان
بسکتان یک آلکان چندحلقه‌ای با فرمول شیمیایی C۱۰H۱۲ است. این نام به دلیل شباهت ساختاری این مولکول با شکل سبد (در انگلیسی با نام basket) بر روی آن گذاشته شده‌است. بسکتان برای اولین بار در سال ۱۹۶۶، به‌طور مستقل توسط Masamune، Dauben و Whalen ساخته شد.

## مطالعه بیشتر
- Binmore, Gavin T.; Della, Ernest W.; Elsey, G. M.; Head, N. J.; Walton, J. C. (1994). "Homolytic Reactions of Homocubane and Basketane: Rearrangement of the 9-Basketyl Radical by Multiple β-Scissions". جکس (ژورنال). 116 (7): 2759–2766. doi:10.1021/ja00086a009.